# Donald Young (tenis)
Donald Oliver Young Jr. (n. 23 iulie 1989, Chicago, Illinois, SUA) este un jucător profesionist american de pickleball⁠(d) la American League PPA și un jucător de tenis. Cea mai bună clasare la simplu ATP este locul 38 mondial în februarie 2012, și la dublu, locul 43 mondial, în august 2017. Ca junior, el a fost clasat pe locul 1 în lume în 2005.
Cea mai bună performanță a sa la simplu în turneele majore a fost atingerea rundei a patra la US Open 2011, precum și la US Open 2015. La dublu, a ajuns în finala French Open 2017, în parteneriat cu Santiago González. La dublu mixt, a ajuns în finala US Open 2024, în parteneriat cu Taylor Townsend.